# U-539
| U-539                                                                                                | U-539 | U-539 |
| --- | --- | --- |
| U 539                                                                                                | | |
| | | |
| Однотипний німецький підводний човен U-534 у Беркенгеді. 2007                                        | | |
| Верф                                                                                                 | Deutsche Werft, Гамбург | Deutsche Werft, Гамбург |
| Під прапором                                                                                         | Третій Рейх | Третій Рейх |
| Належність                                                                                           | Крігсмаріне | Крігсмаріне |
| Порт приписки                                                                                        | Штеттін Лор'ян Фленсбург | Штеттін Лор'ян Фленсбург |
| Замовлення                                                                                           | 5 червня 1941 | 5 червня 1941 |
| Закладений                                                                                           | 8 травня 1942 | 8 травня 1942 |
| Спуск на воду                                                                                        | 4 грудня 1942 | 4 грудня 1942 |
| Введений до складу флоту                                                                             | 24 лютого 1943 | 24 лютого 1943 |
| На службі                                                                                            | 1943—1945 | 1943—1945 |
| Сучасний статус                                                                                      | 9 травня 1945 року капітулював у Бергені | 9 травня 1945 року капітулював у Бергені |
| Бойовий досвід                                                                                       | Друга світова війна Битва за Атлантику | Друга світова війна Битва за Атлантику |
| Проєкт                                                                                               | | |
| Тип ПЧ                                                                                               | великий океанський торпедний ДПЧ | великий океанський торпедний ДПЧ |
| Основні характеристики                                                                               | | |
| Швидкість (надводна)                                                                                 | 18,2 вузла (33,7 км/год) | 18,2 вузла (33,7 км/год) |
| Швидкість (підводна)                                                                                 | 7,3 (13,5 км/год) | 7,3 (13,5 км/год) |
| Робоча глибина занурення                                                                             | 100 м | 100 м |
| Гранична глибина занурення                                                                           | 230 м | 230 м |
| Дальність плавання                                                                                   | 63 милі (117 км) на швидкості 4 вузли (7,4 км/год) (у підводному положенні) 13 450 морських миль (24 910 км на швидкості 10 вузлів (19 км/год) (у надводному положенні) | 63 милі (117 км) на швидкості 4 вузли (7,4 км/год) (у підводному положенні) 13 450 морських миль (24 910 км на швидкості 10 вузлів (19 км/год) (у надводному положенні) |
| Екіпаж                                                                                               | 48 офіцерів та матросів | 48 офіцерів та матросів |
| Розміри                                                                                              | | |
| Довжина найбільша (по КВЛ)                                                                           | 76,76 м | 76,76 м |
| Ширина корпусу найб.                                                                                 | 6,86 м | 6,86 м |
| Висота                                                                                               | 9,6 м | 9,6 м |
| Середня осадка (по КВЛ)                                                                              | 4,67 м | 4,67 м |
| Водотоннажність надводна                                                                             | 1144 т | 1144 т |
| Водотоннажність підводна                                                                             | 1257 т | 1257 т |
| Силова установка                                                                                     | | |
| Дизель-електрична: 2 дизельні двигуни MAN M 9 V 40/46 2 електродвигуни Siemens-Schuckert 2 GU 345/34 | | |
| Гвинти                                                                                               | 2 | 2 |
| Потужність                                                                                           | 2 × 2200 к.с. (дизелі) 2 × 740 к.с. (електродвигуни) | 2 × 2200 к.с. (дизелі) 2 × 740 к.с. (електродвигуни) |
| Озброєння                                                                                            | | |
| Артилерія                                                                                            | 1 × 105-мм палубна гармата SK C/32 | 1 × 105-мм палубна гармата SK C/32 |
| Торпедно- мінне озброєння                                                                            | 4 носових і 2 кормових ТА; 22 торпеди або 44 міни TMA чи 66 TMB | 4 носових і 2 кормових ТА; 22 торпеди або 44 міни TMA чи 66 TMB |
| ППО                                                                                                  | 1 × 37-мм зенітна гармата SKC/30 2 (1 × 2) × 20-мм зенітні гармати FlaK 30                                                                                              | 1 × 37-мм зенітна гармата SKC/30 2 (1 × 2) × 20-мм зенітні гармати FlaK 30                                                                                              |

U-539 — німецький великий океанський підводний човен типу IXC/40, що входив до складу Військово-морських сил Третього Рейху за часів Другої світової війни. Закладений 8 травня 1942 року на верфі Deutsche Werft у Гамбурзі під будівельним номером 360. Спущений на воду 4 грудня 1942 року, а 24 лютого 1943 року корабель увійшов до складу ВМС нацистської Німеччини. Єдиним командиром човна був капітан-лейтенант Ганс-Юрген Лаутербах-Емден, кавалер Німецького хреста в золоті.

## Історія служби
U-539 належав до серії німецьких підводних човнів підтипу IXC/40, найбільшої серії великих океанських човнів типу IX, подальшого розвитку IXC зі збільшеними розмірами, підвищеною дальністю плавання і без третього перископа, призначених діяти на морських комунікаціях противника у відкритому океані на далеких відстанях. Човнів цього типу випущено 87 одиниць і вони відносно результативно проявили себе в ході бойових дій в Атлантиці. 24 лютого 1943 року U-539 розпочав службу у складі 4-ї навчальної флотилії, з 1 липня 1943 року був переведений до бойового складу 10-ї флотилії ПЧ Крігсмаріне, а 1 жовтня 1944 року перейшов у підпорядкування 33-ї флотилії ПЧ.
З вересня 1943 року і до травня 1944 року U-539 здійснив 3 бойових походи, в яких провів 267 днів. За цей час підводний човен потопив 1 судно (1517 GRT) і 2 судна пошкодив (12 896 GRT).
Після капітуляції нацистської Німеччини у Другій світовій війні, 9 травня 1945 року U-539 здався британцям у Бергені. 2 червня німецький човен був переведений до Лох-Раян. 4 грудня 1945 року затоплений британським флотом в операції «Дедлайт».

## Перелік уражених U-539 суден у бойових походах
| №                                                          | Дата           | Командир ПЧ                       | Назва      | Тип                | Належність | Водотоннажність (брт) | Вантаж                | Конвой | Результат та координати                                                 | Наслідки атаки для екіпажу     | Прим. |
| ---------------------------------------------------------- | -------------- | --------------------------------- | ---------- | ------------------ | ---------- | --------------------- | --------------------- | ------ | ----------------------------------------------------------------------- | ------------------------------ | ----- |
| Третій похід (03.07—30.10.1943, 120 діб; Лор'ян—Сен-Назер) |                |                                   |            |                    |            |                       |                       |        |                                                                         |                                |       |
| 1                                                          | 5 червня 1944  | Kptlt. Ганс-Юрген Лаутербах-Емден | Pillory    | суховантажне судно | Панама     | 1517                  | Баласт                |        | потоплено 18°25′ пн. ш. 67°17′ зх. д. / 18.417° пн. ш. 67.283° зх. д.   | 47 (25 загинули та 22 вціліли) |       |
| 2                                                          | 11 червня 1944 | Kptlt. Ганс-Юрген Лаутербах-Емден | Casandra   | танкер             | Нідерланди | 2701                  | 3215 тонн сирої нафти |        | пошкоджений 12°07′ пн. ш. 69°16′ зх. д. / 12.117° пн. ш. 69.267° зх. д. | 36 (усі вціліли)               |       |
| 3                                                          | 4 липня 1944   | Kptlt. Ганс-Юрген Лаутербах-Емден | Kittanning | танкер             | США        | 10195                 | Баласт (вода)         |        | пошкоджений 09°55′ пн. ш. 79°27′ зх. д. / 9.917° пн. ш. 79.450° зх. д.  | 74 (усі вціліли)               |       |